# Tagweidkopf (Bayrischzell)
Der Tagweidkopf ist ein 1633 m ü. NHN hoher Gipfel im südlichen Wendelsteingebiet.

## Topographie
Das südliche Wendelsteingebiet wird geprägt von Lacherspitz, Tagweidkopf, Seewand und Wildalpjoch. Der Tagweidkopf bildet dabei einen schwach ausgeprägten Vorgipfel zum etwas höheren und dominanteren Lacherspitz. Ein weiterer felsiger Gratausläufer führt dort mit dem Bärenstein nach Osten.
Der Tagweidkopf kann weglos über die Lacheralm erreicht werden.